# Oristano
Oristano (sardisch Maristanis oder Aristanis – zwischen den Lagunen) ist eine italienische Stadt mit 30.287 Einwohnern (Stand 31. Dezember 2023) im Westen Sardiniens.

## Geografie
Oristano ist die Hauptstadt der gleichnamigen Provinz Oristano (Provinzkürzel: OR) und liegt im Nordwesten der fruchtbaren Campidano-Ebene. Hier mündet der Tirso, der längste Fluss Sardiniens ins Meer; wegen seiner Überschwemmungen wird er der sardische Nil genannt.

## Geschichte
Im 9. Jahrhundert v. Chr. war das auf der Sinis-Halbinsel an der Küste gelegene Tharros bereits ein phönizisches Handelszentrum im westlichen Mittelmeer. Die Römer kamen und gingen. Der Geograph Giorgio Ciprio erwähnt die seit 534 n. Chr. zu Byzanz gehörende Stadt, im Jahre 636. Als sich die Überfälle der Mauren häuften, begann man, Oristano mit den Steinen der punischen Küstensiedlung Tharros aufzubauen, um 1070 verlegte der Richter Onroccus di Arborea die Hauptstadt des Judikats von Tharros ins nahegelegene Aristanis.
Die Geschichte der Stadt ist vor allem mit dem Judikat Arborea und der großen Zeit der Richter Mariano IV und Eleonora di Arborea verbunden. Die Stadt als Hauptstadt des Judikats kontrollierte zu dieser Zeit halb Sardinien. 1409 verlor der Richter Guglielmo II. die Schlacht von Sanluri  gegen die spanische Krone und das Judikat verlor an Einfluss. 1478 kam die Insel unter spanische Herrschaft.
1921 wurde hier die Sardische Aktionspartei gegründet.

## Kultur und Sehenswürdigkeiten

### Bauwerke
- Der Dom, Kathedrale des Erzbistums Oristano, wurde ab 1228 unter dem Richter Marianus erbaut und später mehrmals um- und ausgebaut.
- Es sind einige Wehrtürme erhalten, die früher Teil der Stadtbefestigung waren, die der Richter Marianus II. 1291 erbauen ließ. Dazu gehören der Torre di Mariano II (auch als Torre San Cristoforo oder Porta Manna bekannt) und der Torre di Portixedda.
- Der Palazzo di Eleonora stammt aus der Zeit der Frührenaissance und beherbergt heute das Rathaus.
- Das Oratorio delle Anime befindet sich im Vorort Massama.
- Die romanische Kathedrale von Santa Giusta steht drei Kilometer südlich von Oristano.

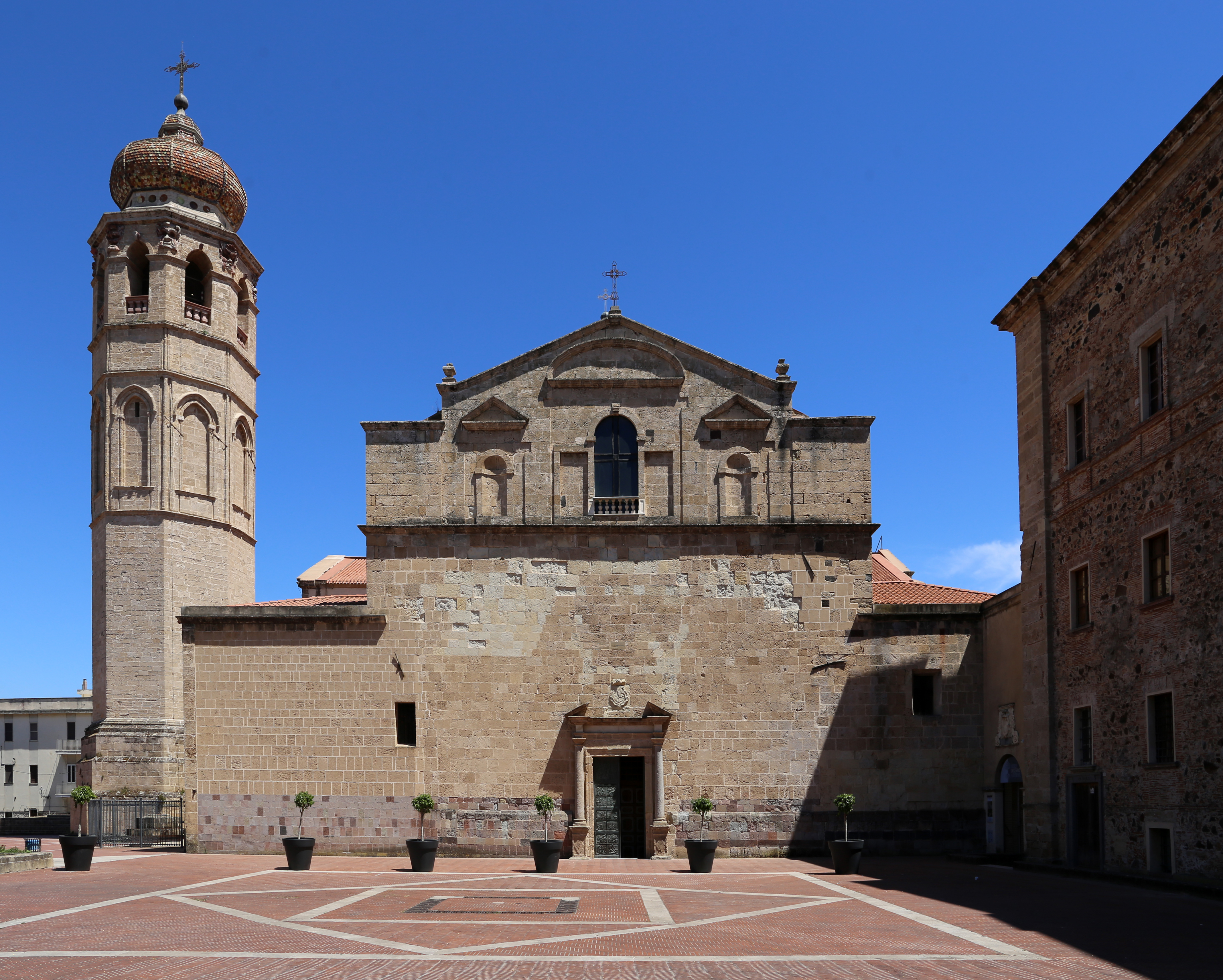
Der Dom
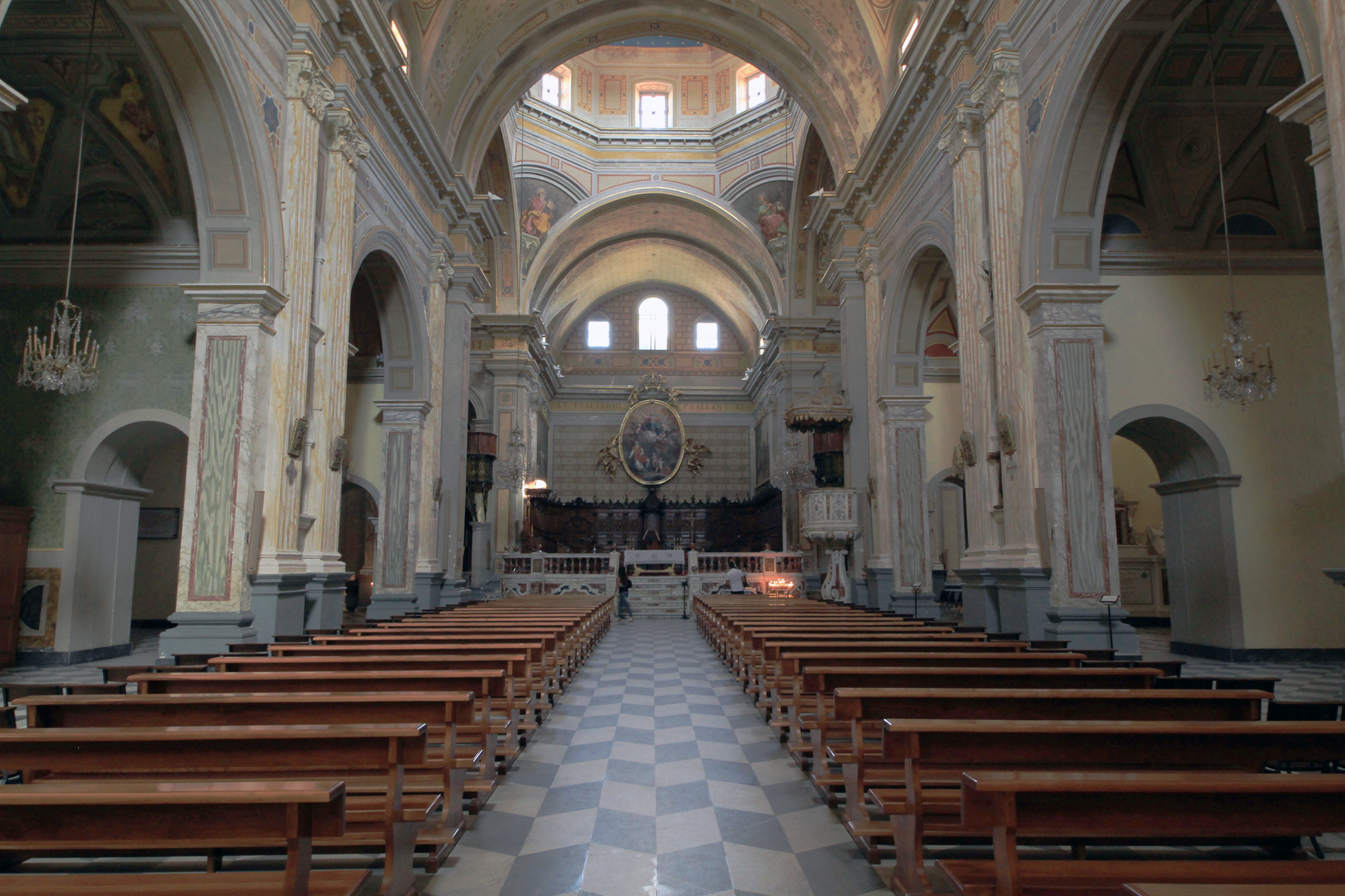
Inneres des Doms
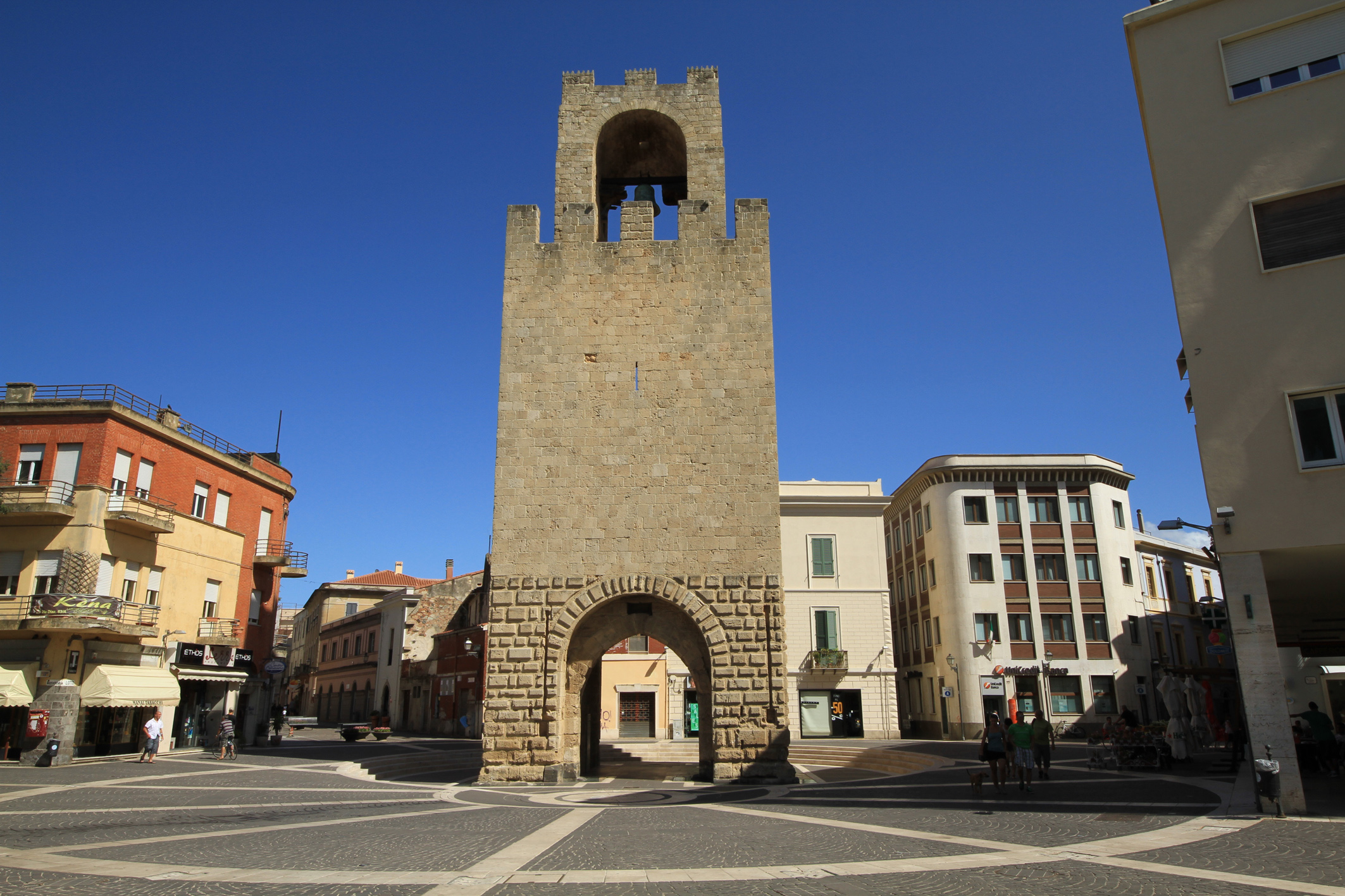
Torre di Mariano II
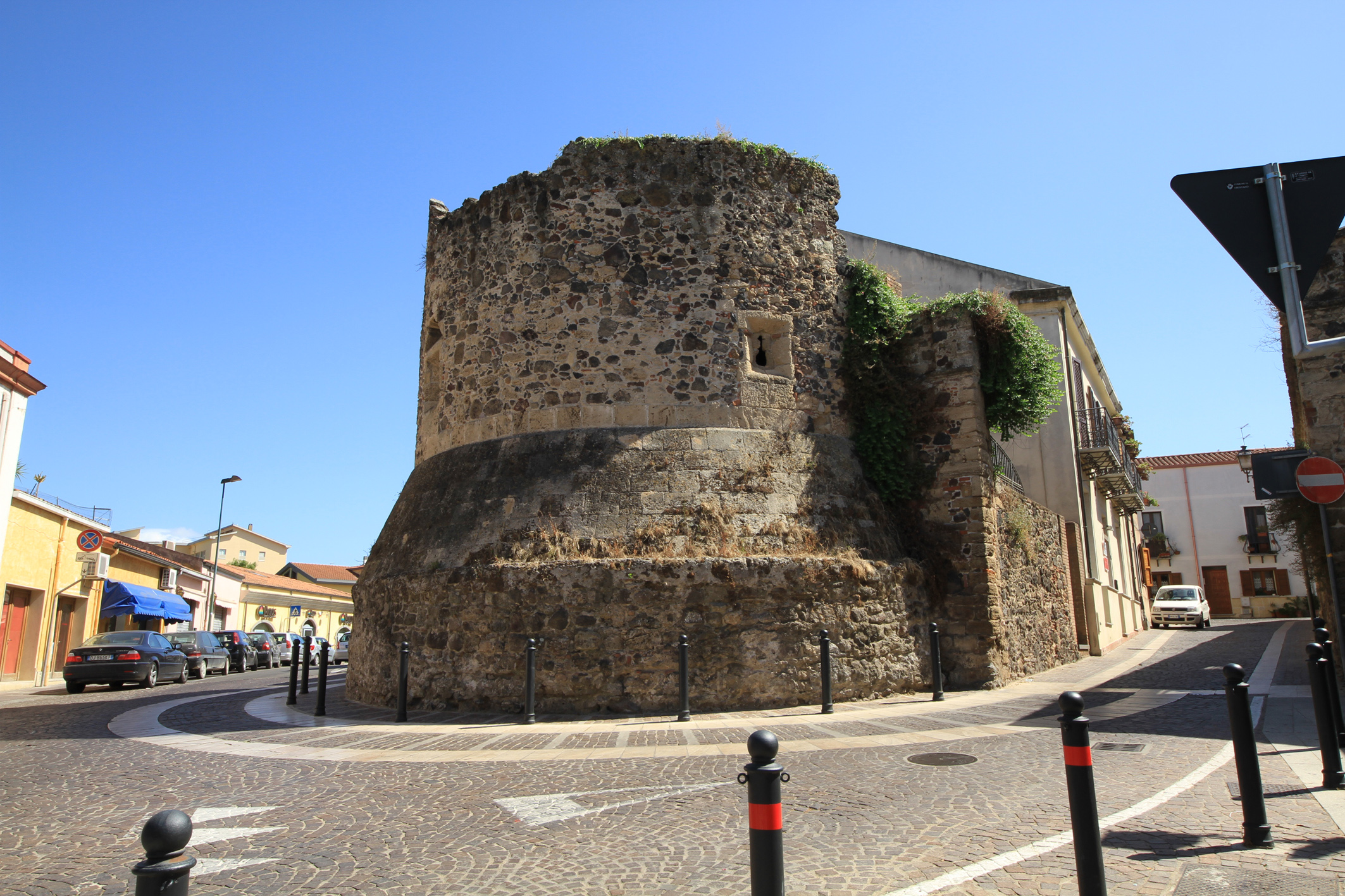
Torre di Portixedda
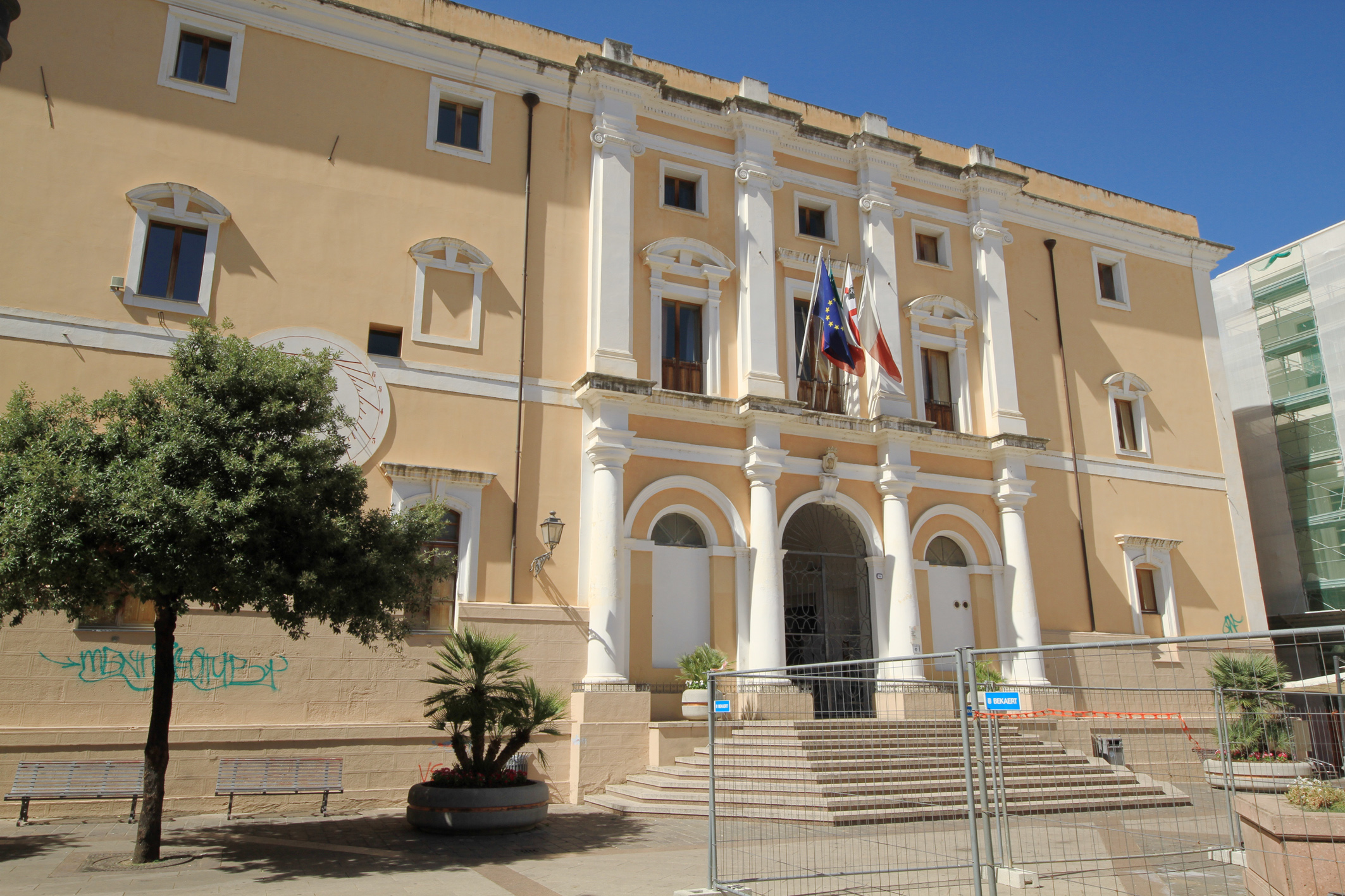
Das Rathaus
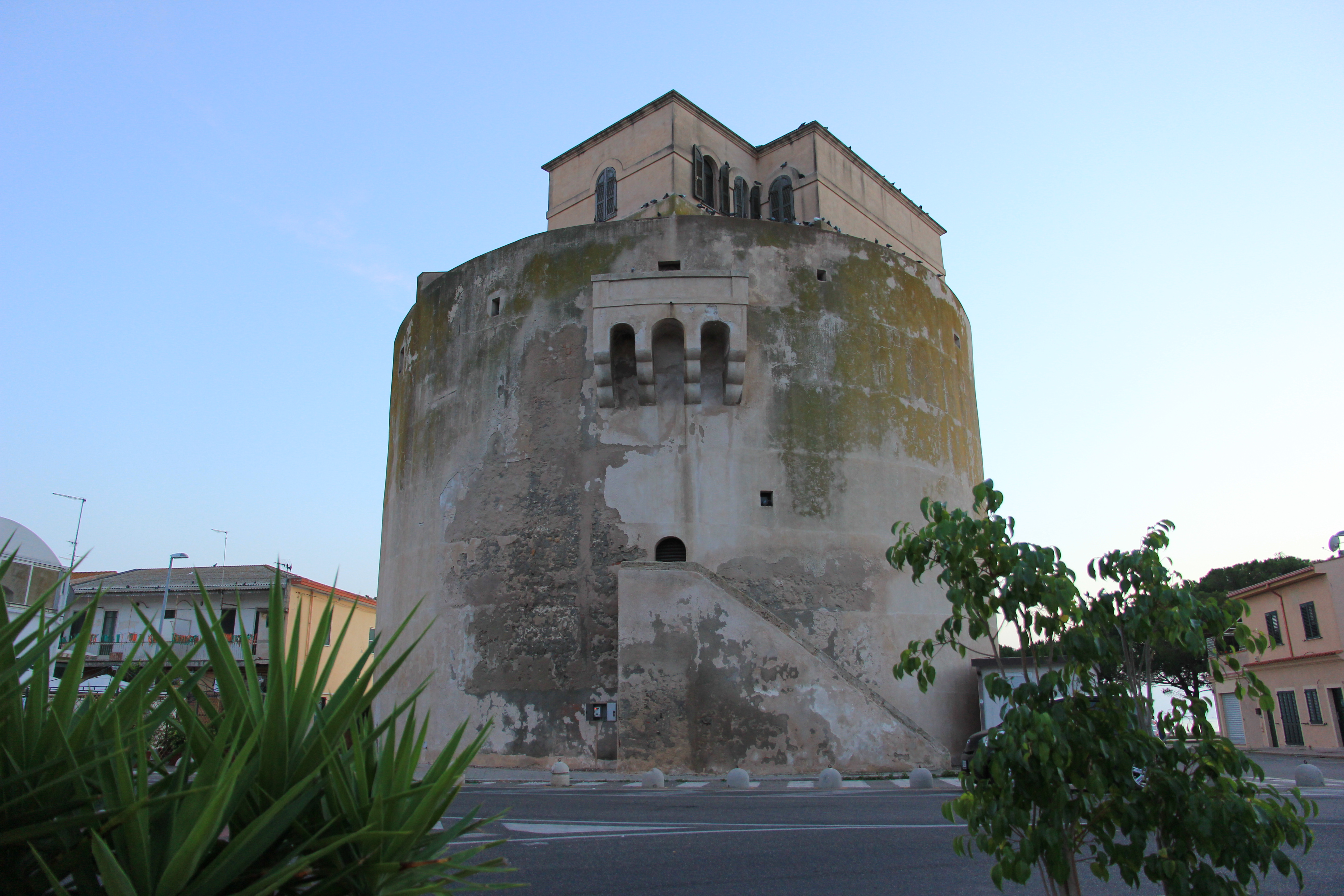
Torre Grande im gleichnamigen Ortsteil
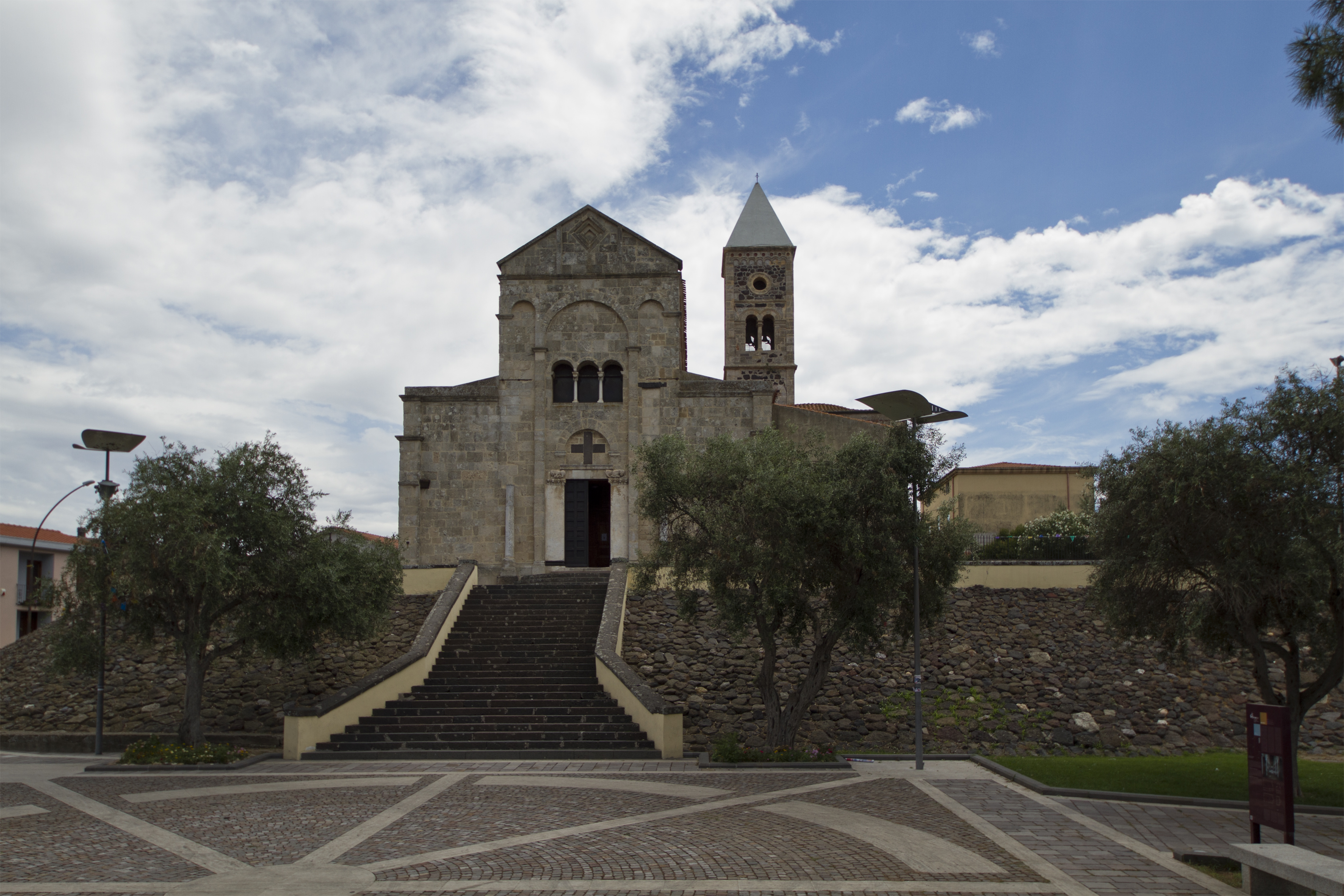
Basilika von Santa Giusta

### Museen

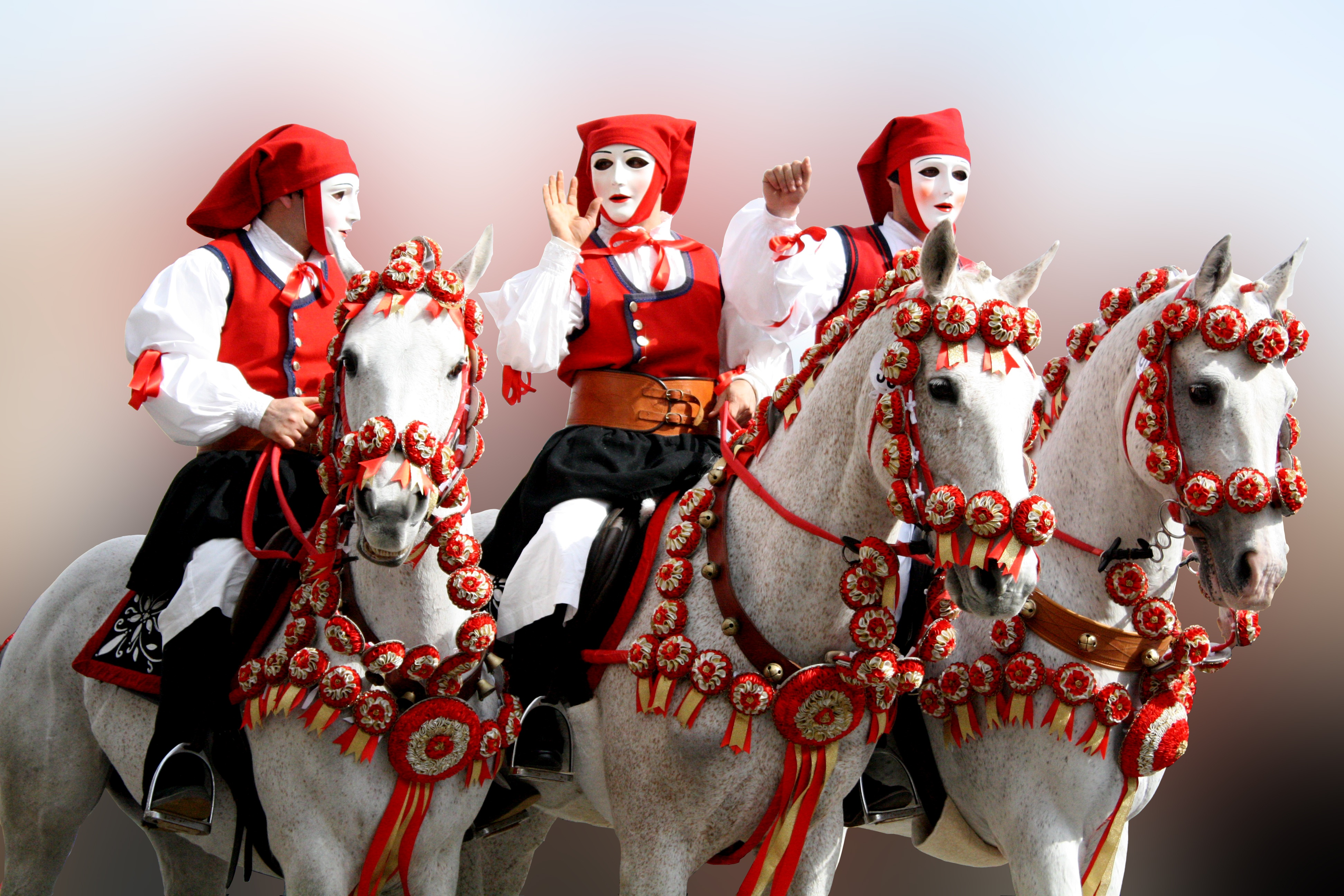
Sartiglia 2009

- Im Antiquarium Arborense in der Via Parpaglia sind Fundstücke aus der frühen Geschichte der Region ausgestellt.
- Die Pinakothek (Pinacoteca) in der Via San Antonio beherbergt Werke wichtiger Künstler Sardiniens.

### Regelmäßige Feste
In Oristano findet am Sonntag vor dem Rosenmontag alljährlich die Sartiglia statt, bei der maskierte Reiter einen aufgehängten Stern durchbohren müssen.

## Wirtschaft und Infrastruktur
Oristano ist das wichtigste landwirtschaftliche Zentrum Sardiniens. Die Stadt hat einen Flugplatz und einen Bahnhof an der Bahnstrecke Cagliari–Golfo Aranci Marittima.

## Städtepartnerschaften
Oristano ist mit der spanischen Stadt Ciutadella auf Menorca seit 1991 partnerschaftlich verbunden.

## Persönlichkeiten
- Luca Lai (* 1992), Sprinter
- Lorenzo Patta (* 2000), Sprinter